# Vestibolo (anatomia)
Il vestibolo è una componente dell'orecchio interno e facente parte dell'apparato vestibolare. Costituisce parte sia del labirinto osseo che del labirinto membranoso contenuti nella piramide dell'osso temporale.

## Disposizione e rapporti
In senso latero-mediale si trova fra il cavo del timpano e il meato acustico interno.
Posterolateralmente continua coi canali semicircolari, mentre anteromedialmente con la coclea.

## Vascolarizzazione e innervazione
L'utricolo e il sacculo sono entrambi irrorati dalle arterie vestibolare e vestibolococleare, rami dell'arteria uditiva interna.
Il vestibolo, come tutto il labirinto posteriore, è drenato dalla vena dell'acquedotto del vestibolo.
Il vestibolo manca di drenaggio linfatico.
L'innervazione è data dal nervo vestibolare, le cui fibre dipartono dai nuclei vestibolari presenti nel tronco encefalico; poi proseguono associate ai nervi cocleare e facciale verso il meato acustico interno, dov'è presente il ganglio vestibolare o ganglio di Scarpa, poi si dividono in due rami:
- inferiore, attraversa i fori della fossetta inferiore e si porta alla macula sacculare e all'ampolla del canale semicircolare posteriore.
- superiore, attraversa i fori della fossetta superiore e si porta alla macula utricolare e alle creste ampollari degli altri canali semicircolari.

## Struttura
Come tutte le componenti dell'orecchio interno, il vestibolo presenta una componente ossea, parte del labirinto osseo e una membranosa, parte del labirinto membranoso.

### Parte ossea

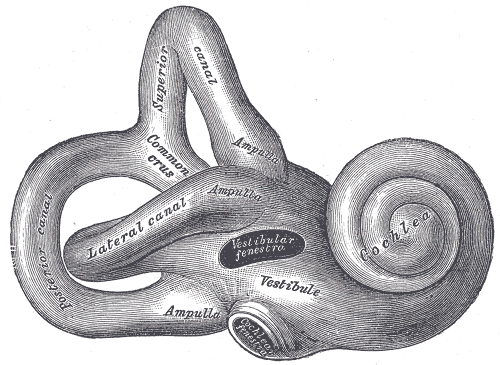
Labirinto osseo: il vestibolo è al centro, fra i canali semicircolari e la coclea. La finestra ovale getta nella cavità vestibolare.

Il vestibolo occupa la parte centrale del labirinto osseo e costituisce una cavità ovoidale. Su di esso si aprono la coclea, i canali semicircolari, la finestra ovale e l'acquedotto del vestibolo.
La parete laterale è rivolta verso il timpano e corrisponde interamente alla finestra ovale.
Nella parete mediale, rivolta verso il meato acustico interno e corrispondente al suo fondo, è visibile la cresta del vestibolo, un rilievo osseo che separa il recesso ellittico posterosuperiore (in cui è accolto l'utricolo) e il recesso sferico anteroinferiore (dove è presente il sacculo). Dietro al recesso ellittico si apre l'orifizio interno dell'acquedotto del vestibolo.

L'estremità posteroinferiore della cresta del vestibolo si biforca in due rami che delimitano il recesso cocleare in cui poggia il cieco vestibolare e nel quale sbuca la scala vestibolare della coclea attraverso l'orifizio vestibolare della chiocciola (corrispondente alla faccia anteriore del vestibolo).

Il fondo dei recessi è caratterizzato da piccoli fori per il passaggio delle fibre del nervo utricolare, sacculare e cocleare: le macule cribrose utricolare, sacculare e cocleare.
I canali semicircolari sboccano nel vestibolo a livello della parete posteriore per il canale posteriore e della parete superiore per tutti gli altri. In questa parete si trovano quindi quattro orifizi:
- due laterali: anteriore e posteriore che costituiscono lo sbocco del braccio ampollare del canale laterale;
- due mediali: anteriore e posteriore che costituiscono lo sbocco del braccio ampollare del superiore e del braccio comune di posteriore e superiore.

Sotto la cavità vestibolare è presente la cavità sottovestibolare più piccola comunicanti attraverso la fessura vestibolotimpanica. La loro comunicazione è però di norma chiusa a causa della presenza del cieco vestibolare. La cavità sottovestibolare comunica attraverso la finestra rotonda con l'orecchio medio.

### Parte membranosa

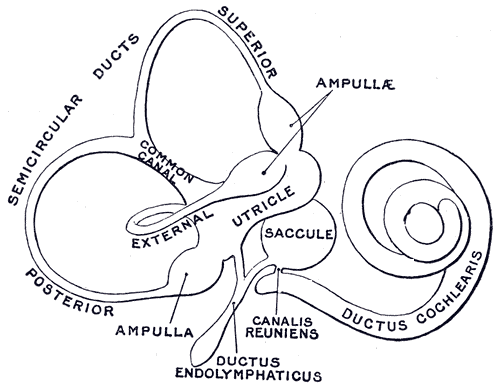
Labirinto membranoso: il vestibolo (nel centro) è formato dall'utricolo e dal sacculo

La parte membranosa, interna a quella ossea, del vestibolo è formata da due vescicole, l'utricolo e il sacculo, l'una superiore e l'altra inferiore.
L'utricolo è una vescicola allungata accolta nel recesso ellittico del vestibolo e che presenta lateralmente il rapporto con la staffa attraverso la finestra ovale. Nell'utricolo sboccano tutte le estremità dei canali semicircolari e ha origine il ramo utricolare del condotto endolinfatico che, unendosi al ramo sacculare, forma tale condotto che si impegnarà nell'acquedotto del vestibolo.
Il sacculo è di forma sferica allungata ed è accolto nel recesso sferico del vestibolo, inferiormente all'utricolo. Dal sacculo ha origine il ramo sacculare del condotto endolinfatico che porterà alla formazione di tale condotto e anche il condotto reuniente che lo mette in comunicazione con il condotto cocleare.
Entrambe le vescicole sono rivestite da una tonaca connettivale esterna e un epitelio di rivestimento interno. Tale epitelio è formato per la maggior parte da uno strato semplice di appiattite cellule che si differenziano in epitelio recettoriale in una particolare zona, presente in entrambe le vescicole, la macula. La macula utricolare e sacculare condividono la struttura e sono pressoché perpendicolari tra loro.

#### Macula
La macula, che ricorda le creste ampollari, presenta cellule di sostegno e cellule cigliate che presentano orientamento opposto e sono separate da un rilievo detto striola.
Nell'utricolo il chinociglio è rivolto verso la striola, mentre nel sacculo è il contrario. Le macule sono recettori che sono essenziali per il nostro senso dell'equilibrio statico. Sono infatti in grado di segnalare le modificazioni della posizione della testa nello spazio in riferimento alla gravità quando il corpo non è in movimento. Recepiscono il movimento della testa anche per quanto riguarda l'equilibrio dinamico lineare ovvero il movimento della testa verso l'alto e verso il basso.
È inoltre presente la membrana otolitica che ricopre la parte sensitiva della macula e nel cui spessore si impegnano i fascetti di ciglia. All'interno e sopra questa membrana si trovano gli otoconi, piccoli granuli di carbonato di calcio.

##### Cellule ciliate

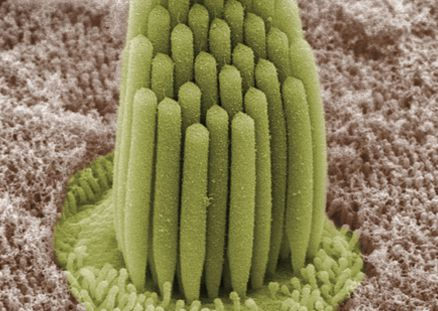
Stereociglia di una cellula di rana

Le cellule ciliate sono un particolare tipo di cellule recettoriali presenti sia nei canali semicircolari che nella cavità del vestibolo. Dal loro lato apicale emergono un chinociglio e decine di stereociglia di lunghezza decrescente mentre si allontanano dal chinociglio e tutte con la tipica organizzazione delle ciglia vibratili formata da una coppia di microtubuli centrali e nove coppie di microtubuli periferici attorno.
Le stereociglia risultano unite tra loro grazie ad un materiale filamentoso che permette movimenti reciproci e che agli apici forma il tip-link necessario nella trasduzione dello stimolo meccanico in impulso nervoso.
Le cellule di tipo 1 presentano una forma ampollare con una base ampia che accoglie il nucleo e un collo più stretto. Le terminazioni afferenti formano espansioni caliciformi che avvolgono la cellula e nella quale essa è accolta. La superficie esterna della terminazione è in contatto con terminazioni efferenti.

Le cellule di tipo 2 sono di forma cilindrica, presentano un fascetto cigliare complessivamente più corto e sono raggiunti da terminazioni afferenti ed efferenti che terminano con bottoni sinaptici e non presentano espansioni che avvolgono la cellula.
Entrambi i tipi di cellule non sono simmetriche, ma presentano una polarità dovuta alla presenza dell'unico chinociglio e alla lunghezza decrescente delle stereociglia solo da un lato di quest'ultimo. L'orientamento delle ciglia è determinante per la funzione che devono svolgere.

### Acquedotto del vestibolo
L'acquedotto del vestibolo mette in comunicazione la cavità del vestibolo con la cavità cranica. Si presenta come uno stretto canale che inizia sulla parete mediale del vestibolo per terminare nella fossetta ungueale sulla piramide dell'osso temporale.

#### Condotto endolinfatico
L'acquedotto è percorso al suo interno dal condotto endolinfatico. Questo condotto, dopo aver attraversato completamente l'acquedotto, termina sulla faccia posteriore della piramide dell'osso temporale dove forma il sacco endolinfatico, un piccolo rigonfiamento. Questo condotto e il rispettivo sacco sono fondamentali nel riassorbimento dell'endolinfa prodotta dalla stria vascolare della coclea senza il quale, l'accumulo porterebbe a danneggiare il funzionamento vestibolare e cocleare. Il riassorbimento è garantito da un sistema di piccoli canali nel sacculo che, penetrando nella dura madre, contraggono rapporti con il cervelletto e il seno sigmoideo.
Il condotto si forma per la confluenza di due piccoli dotti, i rami utricolare e sacculare che nascono dalle rispettive vescicole. Nel ramo utricolare, inoltre, è presente una piccola piega epiteliale che funziona come una valvola, la valvola utricoloendolinfatica, che esclude le vibrazioni endolinfatiche provenienti dalla coclea che risalgono dal ramo sacculare.

## Derivazione embriologica
Nel frattempo l'otocisti va incontro ad un allungamento e alla divisione tramite una piega che approfondendosi separa la parte superiore o utricolare dall'inferiore o sacculare: da questa divisione si formano anche i rami utricolare e sacculare del condotto endolinfatico che alla fine del I mese si presenta come una semplice evaginazione diretta verso la dura madre.
Il vestibolo si sviluppa, come tutte le componenti dell'orecchio interno, dal placode acustico un ispessimento circolare ectodermico vicino alla vescicola rombencefalica che si forma verso la III settimana. Questa struttura, durante lo sviluppo, si divide in una parte utricolare e una parte sacculare da cui hanno origine tutte le componenti dell'apparato vestibolare (utricolo e sacculo rispettivamente) e anche i rami utricolare e sacculare del condotto endolinfatico che alla fine del I mese si presenta come una semplice evaginazione diretta verso la dura madre.
Tutti i recettori si sviluppano dall'epitelio otocistico che entra in rapporto con i prolungamenti periferici del ganglio vestibolococleare dal quale derivano poi i gangli vestibolare e cocleare separati. In particolare le macule originano da una struttura comune primordiale da cui si sviluppano anche le creste ampollari. Dalla VII alla VIII settimana avvengono i fenomeni di differenziazione fra cellule di sostegno e sensitive. Dalla XII settimana sono già visibili gli otoliti che si sviluppano insieme alla membrana otolitica per secrezione dalle cellule di sostegno.

## Anatomia funzionale
La funzione del vestibolo, in particolare degli organi otolitici (cioè le macule dell'utricolo e del sacculo), è di rilevare l'accelerazione lineare dovuta alla forza di gravità, le accelerazioni dovute a movimenti della testa diretti in su e in giù e i movimenti di oscillazione come i movimenti di beccheggio (in avanti e indietro) e di rollio (oscillazione laterale). Tali apparati sono disposti simmetricamente l'uno rispetto all'altro e lavorano di concerto per la percezione dei movimenti e della posizione della testa e per stabilire i movimenti riflessi tra l'equilibrio del corpo e la fissità dello sguardo.
La percezione è garantita dalla presenza della membrana otolitica nella quale sono impegnati i ciuffi apicali delle cellule sensitive: lo spostamento di questa membrana in seguito a movimenti del liquido circostante causa delle deflessioni delle stereociglia che portano a cambiamenti del potenziale di membrana.
Questi cambiamenti vengono percepiti dal cervello come un cambiamento di frequenza di scarica delle fibre afferenti del nervo vestibolare e tali informazioni vengono poi confrontate con segnali visivi o somatosensitivi che permettono di rilevare la posizione della testa.
All'interno della macula, la striola separa le cellule sensoriali in due gruppi che presentano un orientamento delle stereociglia opposto che quindi permette una rilevazione diversa in base all'accelerazione impressa. La curvatura della striola permette ad alcune cellule di rispondere anche a diversi movimenti della testa.

### L'importanza degli otoconi
Nelle macule è la presenza degli otoconi a garantire il movimento della membrana grazie alla trazione gravitazionale che il loro peso provoca su di essa. Questo permette di rilevare l'orientamento statico, ma anche i cambiamenti di posizione che causano diverse deviazioni delle stereociglia rispetto all'asse verticale.
La massa degli otoconi garantisce la presenza di un'inerzia e di una quantità di moto che permette di rilevare l'accelerazione grazie al ritardo o l'avanzamento della membrana otolitica rispetto all'epitelio su cui poggiano le cellule sensoriali garantendo anche di rilevare cambi di velocità.

### Funzionamento microscopico
In pratica qualsiasi trasmissione nervosa dipende dal potenziale di membrana che viene modificato dalla composizione ionica presente a livello della membrana stessa. All'apice di ogni stereociglia sono presenti diversi canali ionici il cui grado di apertura può aumentare o diminuire in base al movimento delle stereociglia stesse: una deflessione verso la fila più alta provoca un aumento dell'apertura, mentre un movimento verso le file più basse ne provoca una riduzione.